# Kasteel van Madrid

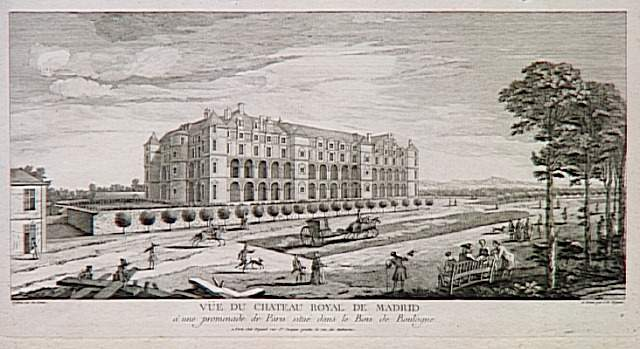
Kasteel van Madrid

Het Kasteel van Madrid (Frans: Château de Madrid) was een renaissancekasteel in het Franse Neuilly-sur-Seine aan de rand van het Bois de Boulogne.

## Geschiedenis
De aanzet voor de bouw van het kasteel werd gegeven door koning Frans I van Frankrijk in 1527, twee jaar na zijn gijzeling in Madrid na de Slag bij Pavia. Het nieuwe kasteel, oorspronkelijk het kasteel van Boulogne genoemd, werd vernoemd naar een voormalig landhuis in Madrid, doordat het een soortgelijke ligging had (aan de rand van een bos) en dezelfde bouwconstructie: een hoofdgebouw met zuilengalerijen die uitliepen in vierkante paviljoenen.
De bouw stond aanvankelijk onder leiding van een architect uit Florence, Girolamo della Robbia, die echter vervangen werd door Franse architecten (waaronder Philibert Delorme). Het gebouw werd in 1552 onder het koningschap van Hendrik II van Frankrijk opgeleverd. In juli 1573 werd hier het Edict van Boulogne getekend, wat een einde betekende aan de vierde oorlog tijdens de Hugenotenoorlogen.
Het kasteel werd vanaf het einde van de 17e eeuw niet meer bewoond door koningen van het Huis Bourbon. In 1787 besliste Lodewijk XVI van Frankrijk dat het zou worden afgebroken, samen met andere kastelen. Al voor de Franse Revolutie resteerde slechts de ruïne van het gebouw.
Vandaag de dag herinneren alleen enkele brokstukken steen aan het bestaan van dit kasteel (ondergebracht in het museum van Sèvres en Écouen). Op de plaats van het kasteel is opnieuw gebouwd.